# 피터바닐라
피터바닐라(1977년 ~)는 대한민국의 영화 감독, 뮤직비디오 감독, CF 감독이다. 누리마루픽쳐스 감독을 역임했다.

## 방송
- 비디오 서바이벌 디렉터스 2 (2012) - Top6
- PLAY GUIDE (2013)

## 영화
- 목격자 (2012) - 감독
- 마지막 면접 (2012)

## 뮤직비디오
- 케이윌 - 가슴이 뛴다 (2012)

## CF
- 대한항공 - 미국 어디까지 가봤니 (2009)

## 수상
- 제1회 K웹 페스트 어워즈 최우수상 (2015)